# Brittany Runs a Marathon
Brittany Runs a Marathon (bra: A Maratona de Brittany) é um filme estadunidense de comédia dramática de 2019 escrita e dirigida por Paul Downs Colaizzo, em sua estreia na direção É estrelado por Jillian Bell, Michaela Watkins, Utkarsh Ambudkar, Lil Rel Howery, e Micah Stock. O filme segue uma mulher com sobrepeso em Nova York que começa a perder peso e treinar para a maratona anual da cidade.
Teve sua estreia mundial no Festival de Cinema de Sundance em 28 de janeiro de 2019 e foi lançado em 23 de agosto de 2019, pela Amazon Studios.

## Sinopse
Brittany Forgler é uma jovem de 28 anos que mora na cidade de Nova York e trabalha como recepcionista em um teatro off-Broadway. Ela e sua colega de quarto Gretchen, uma assistente de professora que sonha com a fama nas redes sociais, são festeiras que abusam de drogas. Visitando um novo médico para marcar uma receita de Adderall, Brittany recebe o diagnóstico indesejável de que está com sobrepeso e deve melhorar sua saúde. Ela vai a uma academia apenas para descobrir que mesmo a taxa de inscrição mais barata está fora de seu alcance. Apesar de seu medo, ela estabelece pequenas metas alcançáveis e tenta correr sozinha ao ar livre. Ela é convidada a participar de um grupo com sua vizinha Catherine, que Brittany detesta por sua vida aparentemente perfeita. Depois de mais uma noite de festa com Gretchen, Brittany se junta à corrida do grupo e conhece Seth, outro corredor que luta, aprendendo que eles têm objetivos iguais. Brittany, Seth e Catherine se unem e, após uma corrida de 5 km, definem o objetivo final: correr na Maratona de Nova York.
Brittany procura um segundo emprego para pagar uma academia e se tornar uma babá de animais de estimação em uma casa rica. Em seu primeiro dia, ela conhece Jern, também babá, que está essencialmente morando na casa contra as regras. Depois de uma briga com Gretchen sobre sua mudança de estilo de vida, Brittany se muda para a casa também, criando um vínculo com Jern por causa de suas vidas paralisadas. As previsões de Seth e Catherine de que Brittany fará sexo e se apaixonará por Jern eventualmente se tornam realidade.
Brittany fica a menos de 2,5 quilos de sua meta de perder 20 quilos. Incapaz de ganhar um lugar na maratona por meio de uma loteria, como Seth faz, sua única esperança é arrecadar dinheiro suficiente para uma instituição de caridade. Na festa de divórcio de Catherine, Catherine se oferece para doar US$ 5 mil de sua família e de Seth para que Brittany possa correr na maratona. Brittany recusa a oferta, dizendo que não quer pena, e vai embora. Ela se esforça para perder mais peso correndo ainda mais forte, até que uma de suas canelas fique dolorida demais para andar. Cinco semanas após a maratona, seu médico informa que ela tem uma fratura por estresse e não poderá correr por seis a oito semanas, e os danos podem ser permanentes.
Perturbada, convencida de que vai recuperar o peso, Brittany volta para a casa e discute o estado de sua vida com Jern. Os proprietários voltam e, desgostosos de Jern e Brittany estarem morando lá, despedem-nos. Brittany pega um ônibus para a Filadélfia para visitar sua irmã Cici e seu cunhado Demetrius, que era uma figura paterna para a Bretanha após o divórcio e a morte de seus pais. Ela ignora ligações e mensagens de texto de Catherine, Seth e Jern, triste ao ver Seth e Catherine com suas medalhas da maratona. No mesmo dia, ela interrompe a festa de aniversário de Demetrius fazendo comentários sobre uma convidada com excesso de peso devido às suas próprias inseguranças. Depois de uma conversa dura, mas sincera com Demetrius, Brittany retorna para Nova York e seu antigo apartamento, agora sozinha.
Brittany continua se exercitando, mas para de monitorar sua perda de peso. Ela se candidata a empregos publicitários, para os quais se formou inicialmente, e consegue um cargo inicial em Tribeca. Ela se reconecta com seus amigos. Catherine revela que correr foi uma distração de seu desagradável divórcio, explicando que, há um ano, ela quebrou o pulso e foi prescrita oxicodona; o marido dela usou isso como prova de que ela havia recaído no uso de drogas, e o tribunal negou o direito de visitação aos filhos dela. Brittany incentiva Catherine a dar pequenos passos para reconquistar seus filhos. Brittany estabelece limites com Jern para serem apenas amigos enquanto ela trabalha em si mesma.
Um ano depois, Brittany corre na maratona. Na marca de 35 quilômetros, ela começa a ter cãibras e precisa fazer uma pausa. Ela rejeita a assistência médica, mas aceita a oferta de um assistente para ajudá-la. Enquanto pensa em desistir, ela encontra Seth, seu marido e filhos, e Catherine no meio da multidão torcendo por ela. Ela também encontra Jern, que diz que a ama. Ela então continua e termina a maratona.
Um epílogo revela Brittany e Jern vivendo juntos como um casal, mas ela não quer se casar com ele, apesar de sua sugestão. Ela o beija e sai de casa para correr.

## Elenco
- Jillian Bell como Brittany Forgler
- Michaela Watkins como Catherine
- Utkarsh Ambudkar como Jern Dahn
- Lil Rel Howery como Demetrius
- Micah Stock como Seth
- Alice Lee como Gretchen
- Patch Darragh como Doutor Falloway
- Peter Vack como Ryan
- Kate Arrington como CiCi Fogler
- Juri Henley-Cohn como David
- Adam Sietz como Glenn
- Mikey Day como Dev
- Max Pava como um cara bêbado

## Produção
A história da Brittany foi inspirada na colega de quarto de Colaizzo, Brittany O'Neill, que aparece em fotos antes dos créditos finais. A Brittany da vida real não perdeu seus pais quando era jovem e tinha um emprego mais estável do que a personagem do filme. Colaizzo queria enfatizar o lado inspirador da história e pegar o que normalmente seria tratado como um personagem gordo e auxiliar e, em vez disso, explorar seus sentimentos e perspectiva. A Brittany da vida real  começou a correr, mas foi depois que Colaizzo surgiu com o conceito do filme que ela se inspirou para tentar a maratona de Nova York sozinha. A produtora de Tobey Maguire, Material Pictures, escolheu o filme com base no discurso verbal. Colaizzo nunca tinha um roteiro transformado em filme antes e estava preocupado que, sem seu envolvimento, o filme pudesse se transformar em algo mais genérico. Ele montou uma apresentação e storyboards de como o filme deveria ser e convenceu os produtores a permitirem que ele dirigisse seu primeiro longa-metragem.
Em novembro de 2017, foi anunciado que Jillian Bell, Michaela Watkins, Utkarsh Ambudkar, Lil Rel Howery, Micah Stock e Alice Lee estrelariam o filme, com Paul Downs Colaizzo dirigindo a partir de um roteiro que escreveu. Tobey Maguire, Matthew Plouffe e Margot Hand atuaram como produtores no filme, sob suas empresas Material Pictures e Picture Films, respectivamente. Bell, Downs Colaizzo e Richard Weinberg atuaram como produtores executivos. Jolian Blevins e Padraic Murphy atuaram como coprodutor e produtor associado, respectivamente.

### Filmagens
O filme foi o primeiro não documentário a ser rodado na Maratona de Nova York. A produtora foi até os New York Road Runners, organizadores da maratona, para coordenar as filmagens e garantir que eles não atrapalhassem os corredores. O tamanho das equipes foi restrito e os cineastas não foram autorizados a filmar na ponte do Queensboro devido a questões de segurança do Departamento de Segurança Interna. O filme não tinha orçamento para efeitos visuais para inserir Bell na corrida e dependia de filmar a maratona de verdade.
A fotografia principal começou em outubro de 2017, na cidade de Nova York. O filme foi rodado em 29 dias. A cena climática foi filmada durante a Maratona de Nova York de 2017, com três equipes de filmagem trabalhando simultaneamente para cobrir vários estágios da corrida.

## Lançamento
Ele teve sua estreia mundial no Festival de Cinema de Sundance em 28 de janeiro de 2019. Pouco depois, a Amazon Studios adquiriu os direitos de distribuição mundial do filme por US$ 14 milhões. Foi lançado em 23 de agosto de 2019.

## Recepção

### Bilheteria
O filme arrecadou US$ 175 969 em cinco cinemas no fim de semana de estreia, uma média de US$ 35 194 por local. A bilheteria final mundial foi de US$ 7,4 milhões.

### Resposta da crítica
No Rotten Tomatoes, o filme teve um índice de aprovação de 88% baseado em 182 avaliações, com uma média de 7.30/10. O consenso crítico do site diz: "Brittany Runs a Marathon é uma comédia dramática séria e hilariante que finalmente dá a Jillian Bell um papel digno de seus dons." No Metacritic, o filme teve uma pontuação média ponderada de 72 em 100, com base em análises de 33 críticos, indicando "análises geralmente favoráveis."
Dennis Harvey, da revista Variety, escreveu: "Este artigo de estreia incrivelmente envolvente do dramaturgo Paul Downs Colaizzo é o melhor tipo de "prazer para o público": aquele que ganha cada batida emocional que pode parecer estereotipada em quatro de cinco empreendimentos semelhantes."

### Premiações
| Prêmio                                      | Data da cerimônia                      | Categoria                             | Destinatário(s)          | Resultado | Ref.          |
| ------------------------------------------- | -------------------------------------- | ------------------------------------- | ------------------------ | --------- | ------------- |
| Casting Society of America                  | 30 de janeiro de 2020                  | Estúdio ou Independente - Comédia     | Brittany Runs a Marathon | Indicado  | [ 22 ]        |
| GLAAD Media Award                           | 30 de julho de 2020                    | Filme excelente - lançamento limitado | Brittany Runs a Marathon | Indicado  | [ 23 ]        |
| Hollywood Critics Association               | 9 de janeiro de 2020                   | Melhor Primeiro Filme                 | Brittany Runs a Marathon | Indicado  | [ 24 ]        |
| Mostra Internacional de Cinema de São Paulo | 30 de outubro de 2019                  | Melhor Filme                          | Brittany Runs a Marathon | Indicado  |               |
| Satellite Awards                            | 1 de março de 2020                     | Melhor Filme de Televisão             | Brittany Runs a Marathon | Indicado  | [ 25 ]        |
| Sundance Film Festival                      | 24 de janeiro - 3 de fevereiro de 2019 | Prêmio do público: dramático nos EUA  | Brittany Runs a Marathon | Venceu    | [ 26 ] [ 27 ] |
| Sundance Film Festival                      | 24 de janeiro - 3 de fevereiro de 2019 | Grande Prêmio do Júri                 | Brittany Runs a Marathon | Indicado  | [ 26 ] [ 27 ] |